# Stoke City FC in het seizoen 1999/00
Dit artikel beschrijft de prestaties van de Engelse voetbalclub Stoke City FC in het seizoen 1999–2000. De club uit Stoke-on-Trent kwam voor de 92ste keer uit in het Engelse profvoetbal. Het was het zesde seizoen dat Stoke City in de Football League Second Division speelde, inmiddels de derde divisie van het Engelse profvoetbal sinds de introductie (seizoen 1992–1993) van de Premier League.
Na de achtste plaats in het voorafgaande seizoen eindigden The Potters ditmaal op de zesde plaats in de eindrangschikking van de op twee na hoogste divisie. De club stond onder leiding van Gary Megson, die op 1 juli 1999 aantrad als opvolger van de vertrokken Brian Little. Hij was echter tweede keuze. Eerste keus Tony Pulis bedankte voor de eer. Hij gaf openlijk toe weinig vertrouwen te hebben in de clubleiding.
Megson moest op 15 november, een dag na de 1-1 tegen Bristol City, plaatsmaken voor de voormalige bondscoach van IJsland, Guðjón Þórðarson. Diens komst was vooral het gevolg van het feit dat de club werd overgenomen door een IJslandse investeringsmaatschappij.
De club deed lange tijd mee in de subtop en wist zich uiteindelijk te plaatsen voor de play-offs voor promotie. Daarin was Stoke echter niet opgewassen tegen Gillingham. Op de 3-2 thuisoverwinning volgde een 3-0 nederlaag, waardoor Gillingham zich plaatste voor de finale.
Stoke won dit seizoen de Football League Trophy door in de finale met 2-1 te winnen van Bristol City. James O'Connor werd aan het einde van het seizoen uitgeroepen tot Player of the Season.

## Football League Second Division

### Wedstrijden
| №  | Datum      | Wedstrijd                      | Uitslag | Pos | Pnt. |
| -- | ---------- | ------------------------------ | ------- | --- | ---- |
| 1  | 07.08.1999 | Stoke City – Oxford United     | 1–2     | 17  | 0    |
| 2  | 14.08.1999 | Preston North End – Stoke City | 2–1     | 20  | 0    |
| 3  | 22.08.1999 | Stoke City – Millwall          | 3–1     | 14  | 3    |
| 4  | 28.08.1999 | Burnley – Stoke City           | 1–0     | 19  | 3    |
| 5  | 30.08.1999 | Stoke City – Gillingham        | 1–1     | 19  | 4    |
| 6  | 04.09.1999 | Cambridge United – Stoke City  | 1–3     | 14  | 7    |
| 7  | 11.09.1999 | Chesterfield – Stoke City      | 0–2     | 7   | 10   |
| 8  | 18.09.1999 | Stoke City – Wigan Athletic    | 1–1     | 12  | 11   |
| 9  | 25.09.1999 | Wrexham – Stoke City           | 2–3     | 6   | 14   |
| 10 | 02.10.1999 | Stoke City – Scunthorpe United | 1–0     | 6   | 17   |
| 11 | 09.10.1999 | Stoke City – Reading           | 2–1     | 3   | 20   |
| 12 | 16.10.1999 | Bournemouth – Stoke City       | 1–1     | 4   | 21   |
| 13 | 19.10.1999 | Cardiff City – Stoke City      | 1–2     | 3   | 24   |
| 14 | 23.10.1999 | Stoke City – Wrexham           | 2–0     | 2   | 27   |
| 15 | 03.11.1999 | Stoke City – Notts County      | 0–1     | 6   | 27   |
| 16 | 06.11.1999 | Bury – Stoke City              | 0–0     | 6   | 28   |
| 17 | 14.11.1999 | Stoke City – Bristol City      | 1–1     | 7   | 29   |
| 18 | 23.11.1999 | Wycombe Wanderers – Stoke City | 0–4     | 7   | 32   |
| 19 | 27.11.1999 | Stoke City – Colchester United | 1–1     | 7   | 33   |
| 20 | 04.12.1999 | Oxford United – Stoke City     | 1–1     | 8   | 34   |
| 21 | 18.12.1999 | Stoke City – Bristol Rovers    | 1–2     | 8   | 34   |
| 22 | 26.12.1999 | Blackpool – Stoke City         | 1–2     | 8   | 37   |
| 23 | 28.12.1999 | Stoke City – Oldham Athletic   | 0–0     | 8   | 38   |
| 24 | 03.01.2000 | Brentford – Stoke City         | 0–1     | 8   | 41   |
| 25 | 08.01.2000 | Stoke City – Luton Town        | 2–1     | 5   | 44   |
| 26 | 14.01.2000 | Stoke City – Preston North End | 2–1     | 4   | 47   |
| 27 | 22.01.2000 | Millwall – Stoke City          | 1–0     | 6   | 47   |
| 28 | 29.01.2000 | Stoke City – Burnley           | 2–2     | 6   | 48   |
| 29 | 05.02.2000 | Gillingham – Stoke City        | 3–0     | 6   | 48   |
| 30 | 08.02.2000 | Luton Town – Stoke City        | 2–1     | 6   | 48   |
| 31 | 12.02.2000 | Stoke City – Cambridge United  | 1–0     | 6   | 51   |
| 32 | 19.02.2000 | Colchester United – Stoke City | 1–0     | 6   | 51   |
| 33 | 26.02.2000 | Wigan Athletic – Stoke City    | 1–2     | 6   | 54   |
| 34 | 04.03.2000 | Stoke City – Chesterfield      | 5–1     | 6   | 57   |
| 35 | 11.03.2000 | Notts County – Stoke City      | 0–0     | 7   | 58   |
| 36 | 18.03.2000 | Stoke City – Wycombe Wanderers | 1–1     | 8   | 59   |
| 37 | 25.03.2000 | Stoke City – Blackpool         | 3–0     | 8   | 62   |
| 38 | 28.03.2000 | Bristol City – Stoke City      | 2–2     | 7   | 63   |
| 39 | 01.04.2000 | Bristol Rovers – Stoke City    | 3–3     | 7   | 64   |
| 40 | 04.04.2000 | Oldham Athletic – Stoke City   | 0–1     | 7   | 67   |
| 41 | 08.04.2000 | Stoke City – Brentford         | 1–0     | 6   | 70   |
| 42 | 22.04.2000 | Stoke City – Bournemouth       | 1–0     | 7   | 73   |
| 43 | 24.04.2000 | Scunthorpe United – Stoke City | 0–2     | 7   | 76   |
| 44 | 30.04.2000 | Stoke City – Cardiff City      | 2–1     | 7   | 79   |
| 45 | 03.05.2000 | Stoke City – Bury              | 3–0     | 5   | 82   |
| 46 | 06.05.2000 | Reading – Stoke City           | 1–0     | 6   | 82   |

### Eindstand
| №  | Club              | WG | W  | G  | V  | DV | DT | +/– | Punten |
| -- | ----------------- | -- | -- | -- | -- | -- | -- | --- | ------ |
| 1  | Preston North End | 46 | 28 | 11 | 7  | 74 | 37 | +37 | 95     |
| 2  | Burnley           | 46 | 25 | 13 | 8  | 69 | 47 | +22 | 88     |
| 3  | Gillingham        | 46 | 25 | 10 | 11 | 79 | 48 | +31 | 85     |
| 4  | Wigan Athletic    | 46 | 22 | 17 | 7  | 72 | 38 | +34 | 83     |
| 5  | Millwall          | 46 | 23 | 13 | 10 | 76 | 50 | +26 | 82     |
| 6  | Stoke City        | 46 | 23 | 13 | 10 | 68 | 42 | +26 | 82     |
| 7  | Bristol Rovers    | 46 | 23 | 11 | 12 | 69 | 45 | +24 | 80     |
| 8  | Notts County      | 46 | 18 | 11 | 17 | 61 | 55 | +6  | 65     |
| 9  | Bristol City      | 46 | 15 | 19 | 12 | 59 | 57 | +2  | 64     |
| 10 | Reading           | 46 | 16 | 14 | 16 | 57 | 63 | –6  | 62     |
| 11 | Wrexham           | 46 | 17 | 11 | 18 | 52 | 61 | –9  | 62     |
| 12 | Wycombe Wanderers | 46 | 16 | 13 | 17 | 56 | 53 | +3  | 61     |
| 13 | Luton Town        | 46 | 17 | 10 | 19 | 61 | 65 | –4  | 61     |
| 14 | Oldham Athletic   | 46 | 16 | 12 | 18 | 50 | 55 | –5  | 60     |
| 15 | Bury              | 46 | 13 | 18 | 15 | 61 | 64 | –3  | 57     |
| 16 | Bournemouth       | 46 | 16 | 9  | 21 | 59 | 62 | –3  | 57     |
| 17 | Brentford         | 46 | 13 | 13 | 20 | 47 | 61 | –14 | 52     |
| 18 | Colchester United | 46 | 14 | 10 | 22 | 59 | 82 | –23 | 52     |
| 19 | Cambridge United  | 46 | 12 | 12 | 22 | 64 | 65 | –1  | 48     |
| 20 | Oxford United     | 46 | 12 | 9  | 25 | 43 | 73 | –30 | 45     |
| 21 | Cardiff City      | 46 | 9  | 17 | 20 | 45 | 67 | –22 | 44     |
| 22 | Blackpool         | 46 | 8  | 17 | 21 | 49 | 77 | –28 | 41     |
| 23 | Scunthorpe United | 46 | 9  | 12 | 25 | 40 | 74 | –34 | 39     |
| 24 | Chesterfield      | 46 | 7  | 15 | 24 | 34 | 63 | –29 | 36     |

### Play-offs
| Ronde        | Datum      | Wedstrijd               | Uitslag |
| ------------ | ---------- | ----------------------- | ------- |
| Halve finale | 13.05.2000 | Stoke City – Gillingham | 3–2     |
| Halve finale | 17.05.2000 | Gillingham – Stoke City | 3–0     |

## FA Cup

### Wedstrijden
| Ronde      | Datum      | Wedstrijd              | Uitslag |
| ---------- | ---------- | ---------------------- | ------- |
| 1ste ronde | 30.10.1999 | Blackpool – Stoke City | 2–0     |

## Football League Cup

### Wedstrijden
| Ronde      | Datum      | Wedstrijd                        | Uitslag |
| ---------- | ---------- | -------------------------------- | ------- |
| 1ste ronde | 10.08.1999 | Macclesfield Town – Stoke City   | 1–1     |
| 1ste ronde | 25.08.1999 | Stoke City – Macclesfield Town   | 3–0     |
| 2de ronde  | 14.09.1999 | Stoke City – Sheffield Wednesday | 0–0     |
| 2de ronde  | 22.09.1999 | Sheffield Wednesday – Stoke City | 3–1     |

## Football League Trophy

### Wedstrijden
| Ronde          | Datum      | Wedstrijd                    | Uitslag |
| -------------- | ---------- | ---------------------------- | ------- |
| 1ste ronde     | 07.12.1999 | Stoke City – Darlington      | 3–2     |
| 2de ronde      | 18.01.2000 | Oldham Athletic – Stoke City | 0–1     |
| Kwartfinale    | 25.01.2000 | Blackpool – Stoke City       | 1–2     |
| Halve finale   | 15.02.2000 | Chesterfield – Stoke City    | 0–1     |
| Finale (noord) | 14.03.2000 | Rochdale – Stoke City        | 1–3     |
| Finale (noord) | 22.03.2000 | Stoke City – Rochdale        | 1–0     |
| Finale         | 16.04.2000 | Stoke City – Bristol City    | 2–1     |

1997/98 · 
1998/99 · 
1999/00 · 
2000/01 · 
2001/02 · 
2002/03 · 
2003/04 · 
2004/05 · 
2005/06 · 
2006/07 · 
2007/08 · 
2008/09 · 
2009/10 · 
2010/11 · 
2011/12 · 
2012/13 · 
2013/14 · 
2014/15 · 
2015/16 · 
2016/17 · 
2017/18 · 
2018/19 · 
2019/20 · 
2020/21